# Deplezione proteica
Con deplezione proteica (dal latino deplēre, svuotare) si intende la diminuzione di proteine o protidi dall'organismo.

## Eziologia
La diminuzione delle proteine, che in condizioni normali nel siero umano hanno valori di 6,5-8,5 g/dL può essere dovuta a uno stato di denutrizione, con conseguente diminuzione di sintesi dei protidi, o alla perdita di componenti proteici. 

## Implicazioni cliniche
La deplezione proteica è responsabile della riduzione della sintesi del collagene e dell'angiogenesi.
L'abbassamento dell'albumina, in condizioni estreme, porta a edema.